# Ralph Weber (Rechtswissenschaftler)

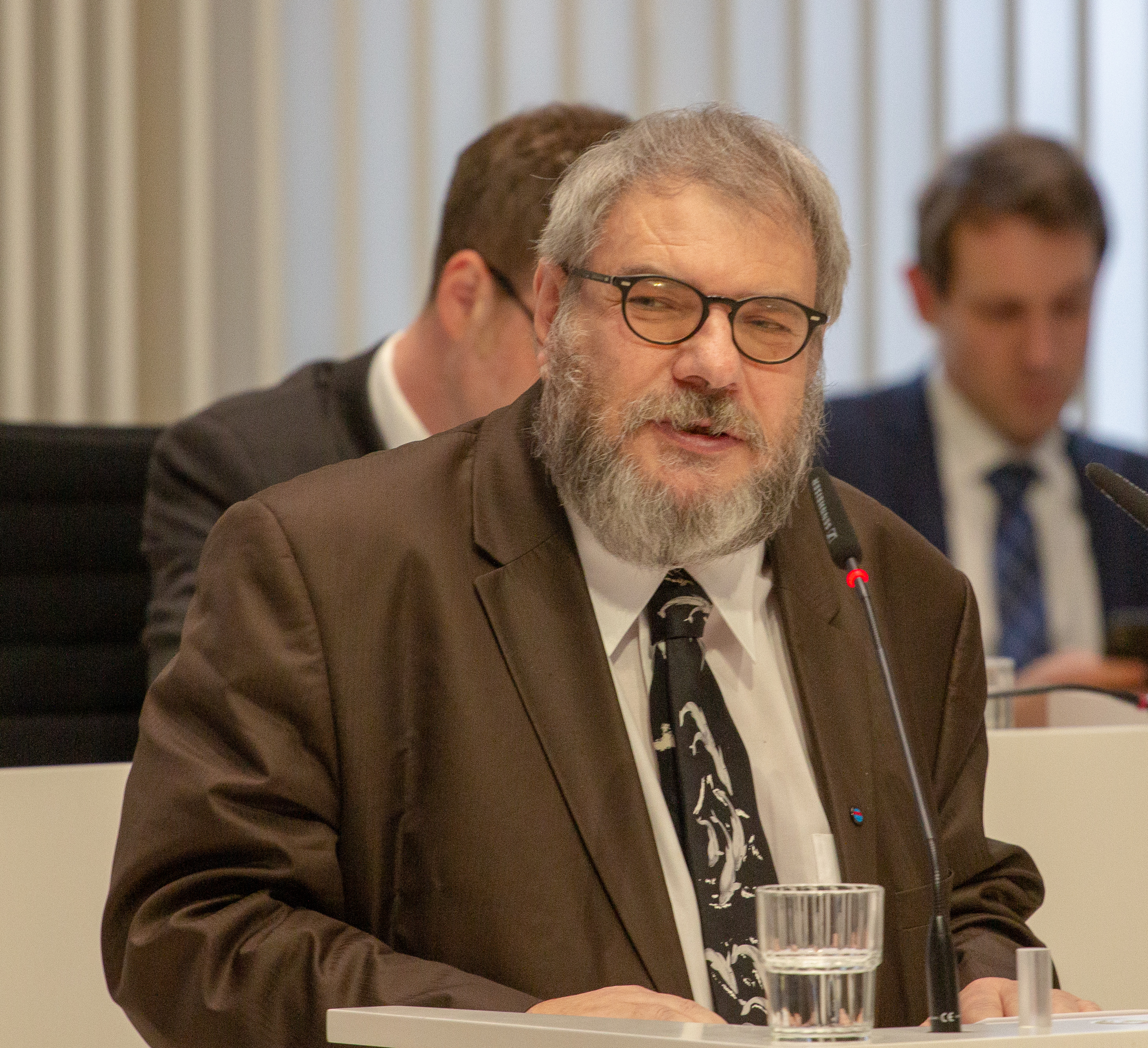
Ralph Weber (2019)

Ralph Lothar Weber (* 9. Oktober 1960 in Bad Mergentheim) ist ein deutscher Rechtswissenschaftler und ehemaliger Politiker der Alternative für Deutschland (AfD).
Bei der Landtagswahl in Mecklenburg-Vorpommern 2016 wurde er für den Landtagswahlkreis Vorpommern-Greifswald III in den Landtag von Mecklenburg-Vorpommern gewählt und gehörte diesem bis 2021 an.

## Leben
Weber wuchs in Krautheim auf, absolvierte 1980 das Abitur und begann nach Ableistung des Wehrdienstes 1981 in Würzburg mit dem Studium der Rechtswissenschaften, das er 1985 mit dem Ersten Juristischen Staatsexamen in Heidelberg abschloss. Weber unterbrach sein Referendariat für eine Promotion. 1988 wurde er bei Gerrick von Hoyningen-Huene an der Universität Heidelberg zum Dr. iur. utr. promoviert. Seine Dissertation erfolgte über die „vertrauensvolle Zusammenarbeit zwischen Arbeitgeber und Betriebsrat gem. § 2 Abs. 1 BetrVG“. 1989 absolvierte er das Zweite Juristische Staatsexamen in Stuttgart.

## Wissenschaftlicher Werdegang
Ab 1989 war Weber wissenschaftlicher Assistent am Lehrstuhl für Bürgerliches Recht und Zivilprozessrecht von Othmar Jauernig (Universität Heidelberg). Daneben war er Dozent für Zivil- und Arbeitsrecht bei der Verwaltungs- und Wirtschaftsakademie Baden in Karlsruhe. Ab 1994 war er Dozent für Zivil- und Arbeitsrecht bei der Berufsakademie Mannheim.
Als Vertreter des Lehrstuhls für Bürgerliches Recht und Rechtsgeschichte kam Weber 1995 an die Universität Rostock. Er ist nicht habilitiert. 1996 erhielt er einen Ruf auf diesen Lehrstuhl und wurde 1997 zum Universitätsprofessor ernannt. Zum Wintersemester 2009/2010 wurde Weber an die Ernst-Moritz-Arndt-Universität Greifswald abgeordnet. Weber konzentriert seine Forschungen auf das Arbeitsrecht und ist im allgemeinen Zivilrecht Dozent. Er verfasste ein Lehrbuch zum Sachenrecht in zwei Bänden. Nach der vierten Auflage (2015) führte der Nomos Verlag es nicht weiter. Zur Begründung gab er eine Meinungsverschiedenheit darüber an, ob das Werk fortan als ein einziges Buch erscheinen solle. Ferner ist Weber Mitautor eines Lehrbuchs zum allgemeinen Teil des Schuldrechts.
Nach der Rückkehr Webers aus der Landespolitik hatte dieser angekündigt, seine Lehrtätigkeit an der Universität Greifswald für das Wintersemester 2021/2022 wieder aufnehmen zu wollen. Die Ankündigung führte zu Kritik aus dem Studierendenparlament, welches befürchtet, dass diejenigen Studenten benachteiligt würden, die nicht in das Weltbild des Professors passen. Die Universität reagierte mit der Einführung gleichwertiger Alternativvorlesungen, so dass jetzige und kommende Studenten nicht zwangsläufig an Webers Vorlesungen teilnehmen müssen. Webers erste Vorlesung wurde von einer Demonstration mit etwa 600 Teilnehmern begleitet.

### Kontroversen als Professor

#### Auseinandersetzung um Thor-Steinar-Kleidung
Nachdem Weber Kleidung des Mode-Labels Thor Steinar, welches von Rechtsextremen als Erkennungszeichen verwendet wird, in der Universität Greifswald trug, nahm die Hochschule 2010 ein Verbot der „Verwendung von Kennzeichen mit verfassungswidrigen, rassistischen, fremdenfeindlichen, gewaltverherrlichenden oder anderen menschenverachtenden Inhalten“ in ihre Hausordnung auf.

#### Promotion desHassgesang-Sängers Maik Bunzel
Im Oktober 2014 nahm Weber Maik Bunzel, Sänger der offen nationalsozialistischen und antisemitischen Band Hassgesang, als Doktorand an. Kurz zuvor hatte Bunzel sein Amt als Richter in Bayern aufgeben müssen, nachdem seine Vergangenheit durch Medienberichte bekannt geworden war. In Bunzels Liedtexten heißt es u. a. „Adolf Hitler, Sieg Heil tönt es zu dir empor“ und „Heilig sei allen Völkern Befehl, Atomraketen auf Israel“. Die Verleihung des Doktorgrades an Bunzel konnte die Universität nicht mehr verhindern. Weber gab an, er habe erst nach der Medienberichterstattung über die Promotion Bunzels von dessen Vergangenheit erfahren. Die Texte finde er zwar „ekelerregend“, mit der wissenschaftlichen Qualifikation Bunzels habe dies aber nichts zu tun. Die Rektorin der Greifswalder Universität, Hannelore Weber, zeigte sich indes über die Verleihung des Doktorgrades an Bunzel entsetzt. Die Alternative für Deutschland stellte sich hinter Ralph Weber. Ihm gebühre Dank, dass er Meinung und Wissenschaft streng voneinander getrennt habe.

#### Vorlesung mit Vertretern des Reichsbürgerspektrums
Wie im Sommer 2016 bekannt wurde, veranstaltete Weber Anfang des Jahres an der Universität Greifswald eine rechtshistorische Vorlesung, in der ein Vertreter der Reichsbürgerbewegung sprach. Diese Bewegung geht von einem Fortbestehen des Deutschen Reiches in den Grenzen von 1937 oder 1914 aus und erkennt die Bundesrepublik Deutschland als Staat nicht an. In dem Vortrag behauptete der Redner, der Freistaat Preußen bestehe fort, man solle seine bundesdeutschen Ausweispapiere vernichten und sich stattdessen preußische Dokumente zulegen. Weber erklärte, er habe den Redner auf Empfehlung eines Studenten eingeladen, sich über die Biografie des Redners aber nicht weiter informiert. Während der Vorlesung habe er dem Redner mehrfach widersprochen und dann alle Anwesenden aufgefordert, den Raum zu verlassen.

## Politik

### CDU-Mitgliedschaft
Weber war bis 2014 Mitglied der CDU und gehörte zu deren konservativem Flügel. 2003 positionierte sich Weber gegen die Straffreiheit von Schwangerschaftsabbrüchen. 2008 stellte er in der rechtskonservativen Zeitung Junge Freiheit dar, dass er ein Potential für eine Partei rechts von der CDU sehe. 2010 geriet er in die Schlagzeilen wegen der Initiative, eine Partei rechts der CDU gründen zu wollen. Er traf sich dazu mit den damaligen Vorsitzenden der rechtsextremen Parteien NPD und DVU, Udo Voigt und Matthias Faust. Weber gab an, dass es „keinen Unterschied“ mache, „ob ich mit Frau Merkel rede oder mit Herrn Voigt“. 2012 wiederholte er seine Stellungnahme in den Burschenschaftlichen Blättern. Des Weiteren gab Weber für die Juli-Ausgabe des extrem rechten Magazins Zuerst! ein Interview zur gleichen Thematik.

### Intervention zugunsten eines NPD-Landratskandidaten
2008 intervenierte er auf dienstlichem Briefpapier für die Kandidatur von NPD-Kandidaten bei den Landratswahlen in Ludwigslust und Ostvorpommern beim Innenministerium von Mecklenburg-Vorpommern. Der Landeswahlausschuss in Mecklenburg-Vorpommern hatte Ende April 2008 die Entscheidung der Kreiswahlausschüsse von Ludwigslust und Ostvorpommern bestätigt, die NPD-Landtagsabgeordneten Stefan Köster und Michael Andrejewski von den Landratswahlen auszuschließen. Weber kritisierte, Personen, die eine „rechte Gesinnung“ zum Ausdruck bringen, von „öffentlichen Ämtern fernzuhalten“, entbehre jeglicher „demokratischer Grundlage“. „Solange eine politische Partei nicht offiziell durch das Bundesverfassungsgericht verboten wurde, kann die Mitgliedschaft in derartigen Vereinigungen und/oder Parteien nicht als Ausschlussgrund für öffentliches Tätigwerden oder soziales Engagement herangezogen werden.“

### AfD-Landtagsabgeordneter in Mecklenburg-Vorpommern
2016 wurde Weber, nachdem er der Alternative für Deutschland (AfD) beigetreten war, in die Schiedskommission des AfD-Landesverbands Mecklenburg-Vorpommern gewählt. Weber war bei der Landtagswahl in Mecklenburg-Vorpommern 2016 Direktkandidat der AfD für den Wahlkreis Vorpommern-Greifswald III und gewann diesen mit 35,3 Prozent der Stimmen. In der AfD-Fraktion fungierte Weber als stellvertretender Fraktionsvorsitzender. Er gilt politischen Beobachtern zufolge als „Rechtsaußen“ und zählte zum sogenannten Flügel der AfD um Björn Höcke. Im Landtagswahlkampf warb er unter anderem mit dem Slogan

„Kein Geld für Eure ‚Flüchtlinge‘ – unser Geld für unsere Kinder“

Der Musiker Ulrich Steier kritisierte den Wahlkampfslogan. Weber stelle, so Steier, indem er das Wort Flüchtlinge in Anführungszeichen setze, alle Schutzsuchenden unter Generalverdacht und versuche, sich seiner Verantwortung zu entziehen.
Vorträge im Rahmen seiner Parteitätigkeit gab Weber als wissenschaftliche Veröffentlichungen auf der Universitätshomepage an.
Im April 2017 forderte Weber in einem Facebook-Eintrag, „‚Biodeutsche‘ mit zwei deutschen Eltern und vier deutschen Großeltern“ müssten sich dafür einsetzen, dass „unsere Heimat auch in 30 Jahren noch von einer deutschen Leitkultur geprägt und geformt“ werde. Der Nordkurier interpretierte dies als Forderung nach einer „arischen Leitkultur“. Webers Forderung ähnele den Vorgaben des „Kleinen Ariernachweises“ der Nationalsozialisten. Webers weitere Äußerung, es müsse ein Ende des „Großen Austausches“ geben, greift laut Nordkurier und Schweriner Volkszeitung zudem einen Begriff der rechtsextremen und vom Verfassungsschutz beobachteten Identitären Bewegung auf. Weber schloss mit der Parole: „Deutschland den Deutschen“. Später änderte Weber seinen Eintrag und löschte mehrere vom Nordkurier zitierte Formulierungen.
Die Universität Greifswald distanzierte sich „ganz entschieden von den unsäglichen Äußerungen“. Auch der Landesvorstand der AfD sah in den Äußerungen eine Verletzung der Parteigrundsätze und mahnte Weber ab. Zwar gehe es der AfD um die Bewahrung der deutschen Kultur; dabei mitzuwirken seien aber „nicht nur alle Bürger mit zwei deutschen Vorgenerationen eingeladen.“ Für den Fall der Wiederholung drohte der Vorstand mit härteren Ordnungsmaßnahmen. Die AfD-Landtagsfraktion schloss sich der Abmahnung durch den Landesvorstand vollinhaltlich an.
Während der COVID-19-Pandemie sagte Weber: „Kinder den Eltern wegzunehmen und gegebenenfalls gegen den Willen der betroffenen Eltern und Geschwister zu isolieren, sind Willkürmaßnahmen, die allenfalls in Diktaturen erwogen werden.“ Damit gab Weber Falschmeldungen wieder, wonach Ämter Kinder bei Corona-Verdacht von ihren Eltern trennen würden.
Bei einer Landeswahlversammlung im Mai 2021 unterlag Weber bei der Kandidatur für den Listenplatz 1 der AfD Mecklenburg-Vorpommern zur Landtagswahl 2021 mit 101 Stimmen gegen Nikolaus Kramer, der 131 Stimmen erhielt; auch auf den nachfolgenden Plätzen konnte er sich nicht durchsetzen. Er war zunächst noch Direktkandidat seiner Partei im Landtagswahlkreis Vorpommern-Greifswald III. Allerdings ließ der AfD-Kreisverband im Juli neu über den Direktkandidaten für den Wahlkreis abstimmen. Diese Abstimmung verlor Weber mit 28 zu 30 Stimmen gegen Stephan Reuken. Damit kandidierte er nicht mehr für ein erneutes Mandat im Schweriner Landtag.
Im Juni 2021 leitete der  AfD-Landesvorstand wegen Beschimpfungen gegen Parteifreunde ein Parteiausschlussverfahren gegen Weber ein. Am 1. November 2021 erklärte er seinen Austritt aus der AfD.

## Privates
Weber lebt in Kemnitz bei Greifswald und ist in zweiter Ehe verheiratet. In seiner Freizeit setzt sich Weber nach eigenen Angaben für die „Pflege des germanischen Kulturerbes“ ein.

## Wissenschaftliche Mitgliedschaften
- 1997: Mitglied im Wissenschaftlichen Beirat der Zentralen Vergabestelle für Studienplätze in Dortmund
- 1999: Mitglied der Ethik-Kommission der Ärztekammer des Landes Mecklenburg-Vorpommern.

## Veröffentlichungen (Auswahl)
- Die vertrauensvolle Zusammenarbeit zwischen Arbeitgeber und Betriebsrat gemäß § 2 Abs. 1 BetrVG (= Schriften zum Wirtschafts-, Arbeits- und Sozialrecht. Bd. 39). V. Decker u. Müller, Heidelberg 1989, ISBN 3-8226-0489-5 (Dissertation, Universität Heidelberg, 1988).
- Vom Klassenkampf zur Partnerschaft. Eine entwicklungsgeschichtliche Betrachtung zur Entstehung des deutschen Betriebsverfassungsrechts. Peter Lang, Berlin 1995, ISBN 3-631-47969-7.
- Sachenrecht. 2 Bände. Nomos, Baden-Baden 2004/2005, ISBN 3-8329-0838-2 (Bd. 1), ISBN 3-8329-0922-2 (Bd. 2).

## Zeitungsartikel
- Jürgen Mladek: Der Rechts-Professor. In: Nordkurier. 29. April 2016.
- Jochen Zenthöfer: Doktortitel für Nazi: Wenn der Professor das rechte Auge zudrückt. In: Frankfurter Allgemeine Zeitung. 10. April 2016.
- Jochen Zenthöfer: Universität Greifswald: Podium für einen „Reichsbürger“. In: FAZ.net. 24. Juni 2016.